# Ibericancridae
Ibericancridae is een monotypische uitgestorven familie van de superfamilie Dakoticancroidea uit de infraorde krabben en omvat slechts één geslacht:
- Ibericancer  †  Artal, Guinot, Van Bakel & Castillo, 2008